# Coleophora artemisicolella
Coleophora artemisicolella é uma espécie de mariposa do gênero Coleophora pertencente à família Coleophoridae.